# Inside Passage

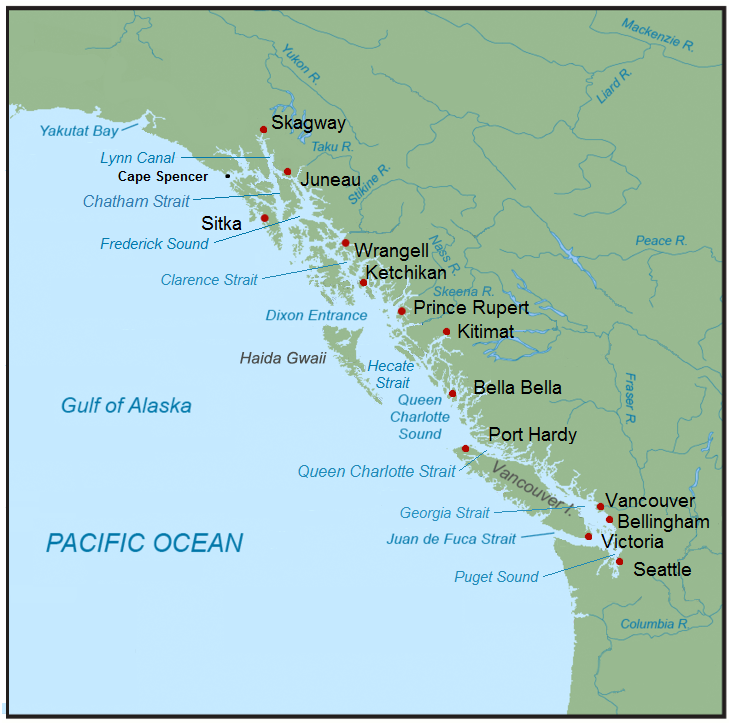
Area dell'Inside Passage

L’Inside Passage, talvolta indicato come Inland Passage, è un insieme di fiordi, canali e insenature dell'oceano Pacifico nord-orientale che si sviluppano lungo la costa settentrionale del Nord-America fra l'Alaska sud-orientale, la Columbia Britannica e la costa nord-occidentale dello stato di Washington.
Per estensione il termine Inside Passage è spesso usato per riferirsi anche alle isole e alla terraferma intorno al passaggio stesso.
Per la bellezza dei luoghi, in gran parte ancora selvaggi e non abitati, e la relativa tranquillità delle acque riparate, l'Inside Passage è meta annualmente di migliaia di turisti che ne attraversano le acque per lo più con grandi navi da crociera sia di compagnie private sia di grandi operatori pubblici quali l'Alaska Marine Highway, la British Columbia Ferry, e la Washington State Ferries.

## Geografia
Non esiste una definizione universalmente accettata degli estremi nord e sud dell'Inside Passage. L'estremo settentrionale viene spesso indicato nella città dell'Alaska di Skagway posta alla fine del Taiya Inlet, il ramo terminale del Canale Lynn. Altri indicano Capo Spencer, dove il Cross Sound entra nel golfo dell'Alaska. In realtà entrambe le posizioni sono corrette in quanto Skagway può essere considerato l'estremo nord-orientale, mentre Capo Spencer quello nord-occidentale. Anche la posizione dell'estremo sud dell'Inside Passage è dibattuta. Molti indicano questa nella città di Seattle, nello stato di Washington, mentre altri indicano il Puget Sound, su cui peraltro Seattle si trova, come estremo meridionale del Passage.
La distanza in linea d'aria da Skagway alla fine del Puget Sound è di circa 1 600 km.
La parte dell'Inside Passage che si trova a nord dello stretto di Dixon prende il nome di Inside Passage settentrionale, mentre quella a sud di Inside Passage meridionale.

### Inside Passage settentrionale

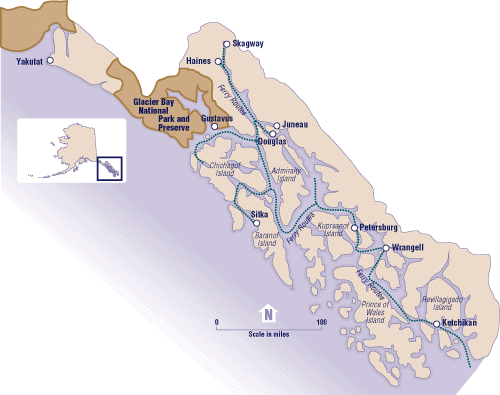
Mappa del tratto settentrionale dell'Inside Passage

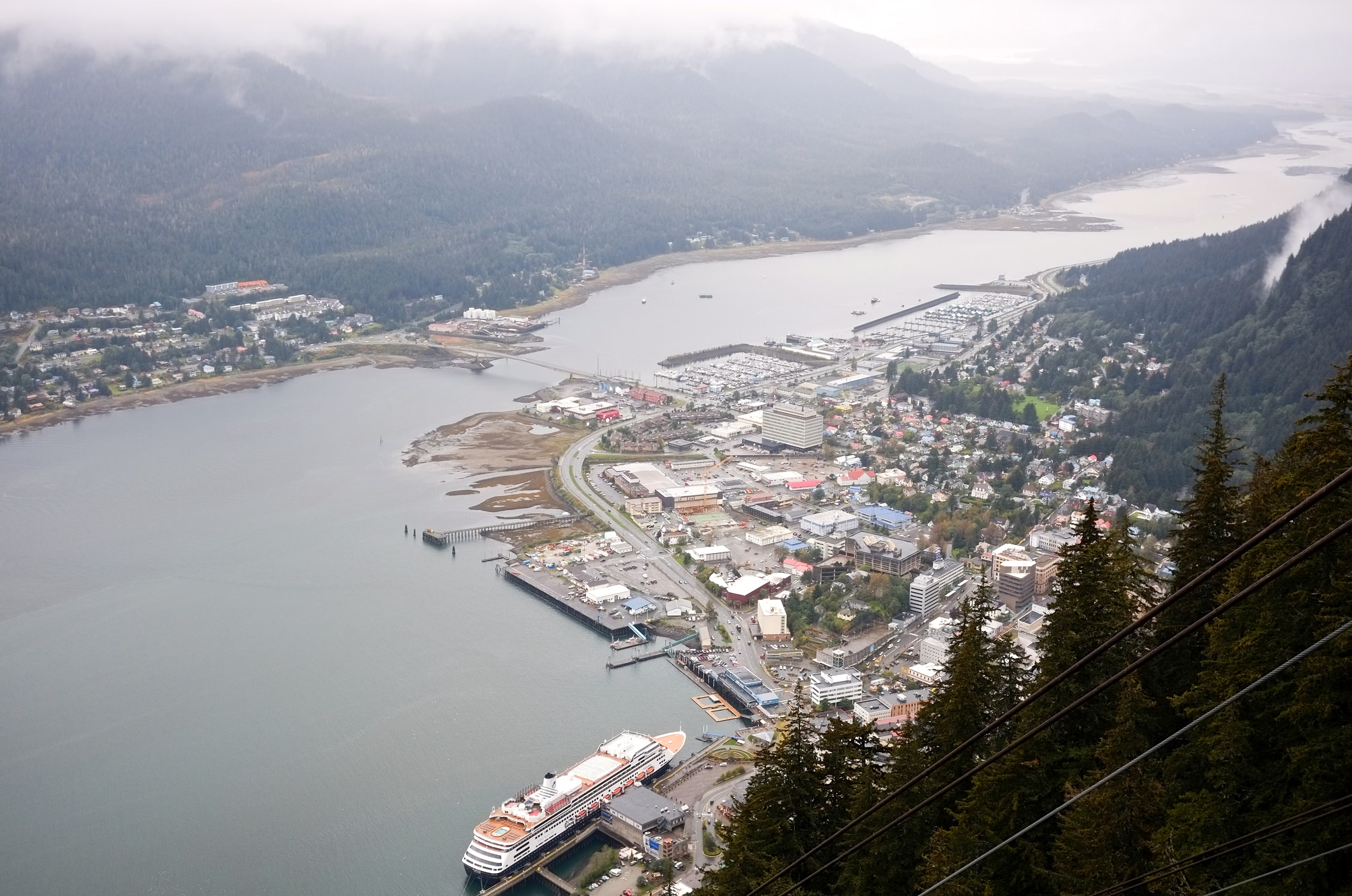
Juneau (Alaska) lungo il canale Gastineau

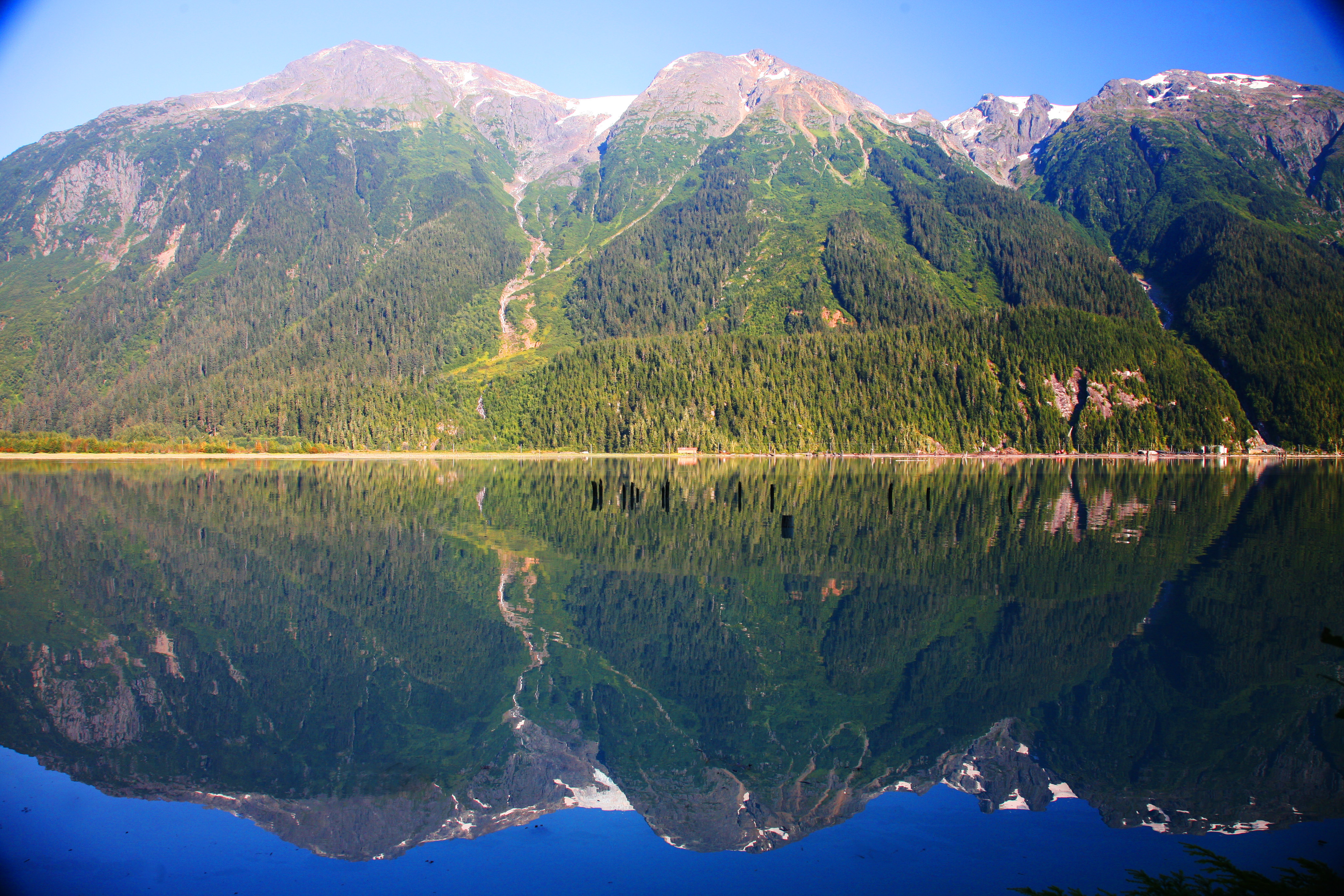
Canale Portland

Il tratto settentrionale dell'Inside Passage inizia a Dixon Entrance, tra l'isola Principe di Galles a nord e le isole Regina Carlotta a sud, e si snoda per circa 800 km fra i tortuosi canali dell'arcipelago Alessandro fino al suo terminale nord-est a Skagway e quello nord-ovest a Capo Spencer. Questo tratto giace interamente nel territorio dell'Alaska sud-orientale.
L'area comprende le circa 1 000 isole dell'arcipelago Alessandro, e 24 000 km di coste, con migliaia di baie, insenature e fiordi.

#### Isole e corsi d'acqua
I principali corsi d'acqua dell'Inside Passage settentrionale sono (da sud a nord):
- stretto di Clarence: sul lato nord-ovest del Dixon Entrance, si sviluppa per circa 200 km in direzione nord-nord-ovest fino allo stretto di Sumner, separando l'Isola del Principe di Galles a ovest da Annette Island e da Revillagigedo Island a est.
- stretto di Sumner: si estende dalla foce del fiume Stikine fino a Ifigenia Bay sul golfo dell'Alaska. È costituito da due tratti: quello est-ovest separa l'isola Mitkof e Kupreanof a nord, dalle isole Wrangell, Zarembo e Principe di Galles a sud, e quello nord-sud, che separa Kuiu Island a ovest dall'isola Principe di Galles a est.
- canale Revillagigedo: inizia sul lato nord-est del Dixon Entrance, è lungo 56 km e si sviluppa tra il continente a est, Revillagigedo Island a nord, e Duke Island e Annette Island a sud-ovest. Finisce nel Tongass Narrows.
- canale Behm: lungo circa 174 km circumnaviga Revillagigedo. Inizia nello stretto di Clarence e finisce nel canale Revillagigedo.
- Frederick Sound: inizia sul lato nord est dello stretto di Sumner, nella sua parte iniziale, in direzione nord, separa Kupreanof Island dalla terraferma, poi piega prima a ovest e poi a sud-ovest separando Kupreanof e Kuiu Island a sud da Admiralty Island a nord, finisce nel Chatham Strait.
- Stephens Passage: va dal Frederick Sound a sud, al canale Lynn a nord, separando Admiralty Island a ovest dalla terraferma e da Douglas Island a est.
- Chatham Strait: si trova sul lato ovest dell'inside Passage, è lungo 240 km e separa le isole Chichagof e Baranof a ovest, dalle isole Admiralty e Kuiu a est, termina a nord dell'isola Chichagof.
- canale Lynn: è un fiordo lungo circa 140 km che costituisce la prosecuzione verso nord del Chatham Strait. Arriva fino alla penisola Chilkat dove si biforca nel Chilkat Inlet a ovest, e Chilkoot Inlet a est.
- stretto di Icy: collega il Chatham Strait a est, con il Cross Sound e quindi il golfo dell'Alaska a ovest.
- Glacier Bay: è un fiordo che si sviluppa nell'entroterra per circa 100 km in direzione nord a partire dallo stretto di Icy.

Sul lato est del Dixon Entrance, si aprono due principali corsi d'acqua, il Tongass Passage e il Portland Inlet. Il Tongass Passage è uno stretto che separa l'isola di Sitklan (Alaska) dall'isola Wales (Columbia Britannica). La prosecuzione verso nord-est di questo stretto è chiamata canale di Pearse e separa Wales Island e Pearse Island da Fillmore Island e dalla parte continentale dell'Alaska sud-orientale. Il canale Pearse finisce nel Porland Inlet, a nord dell'isola Pearse. Da qui inizia il canale Portland, un fiordo che si sviluppa per circa 112 km nell'entroterra. Il Tongass Passage, il canale Pearse e il canale Portland formano la parte merionale del confine fra l'Alaska e la Columbia Britannica. Il Porland Inlet invece giace completamente nel territorio della Columbia Britannica ed è considerato parte dell'Inside Passage meridionale.

#### Città

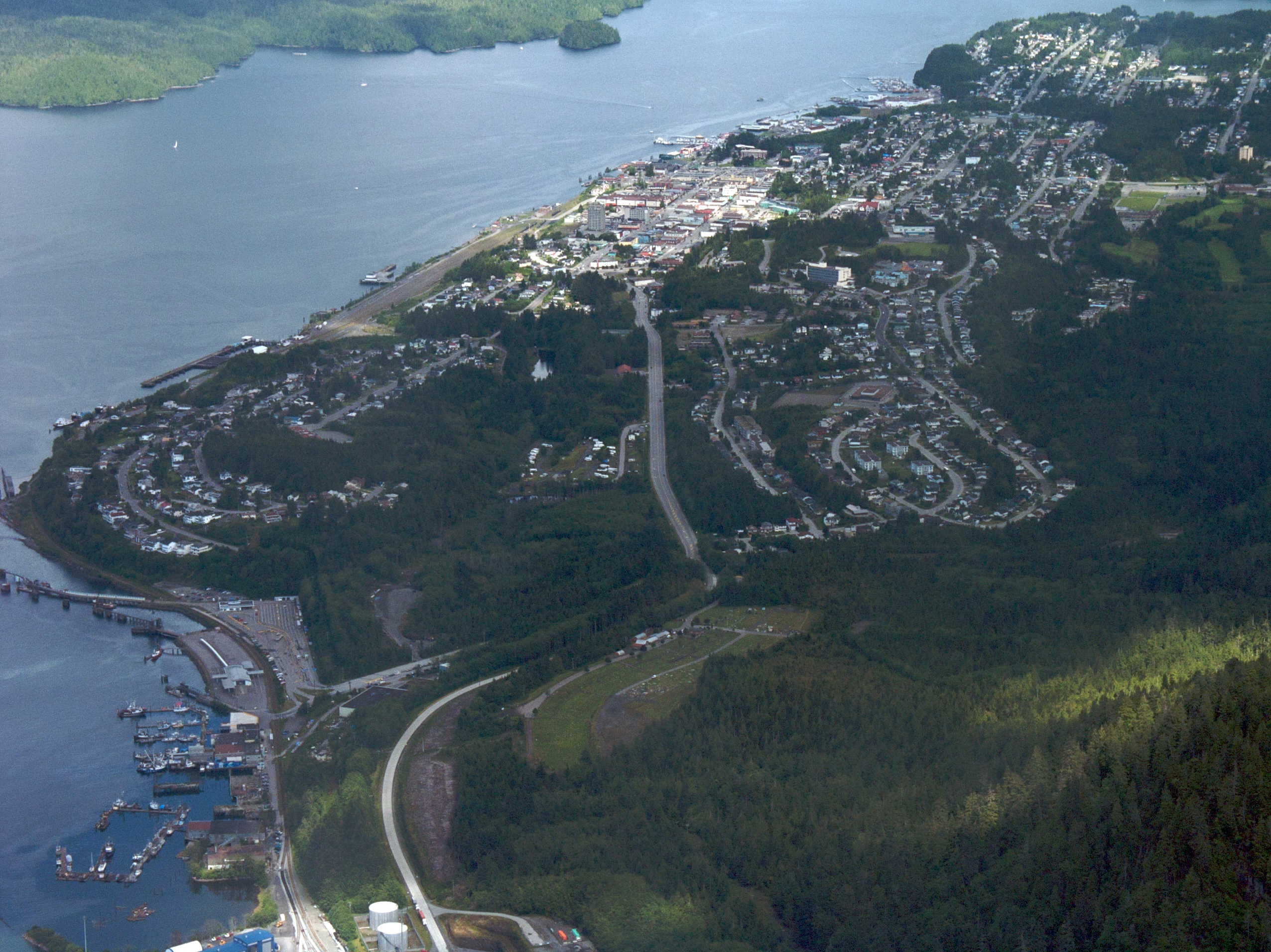
Prince Rupert vista dall'alto

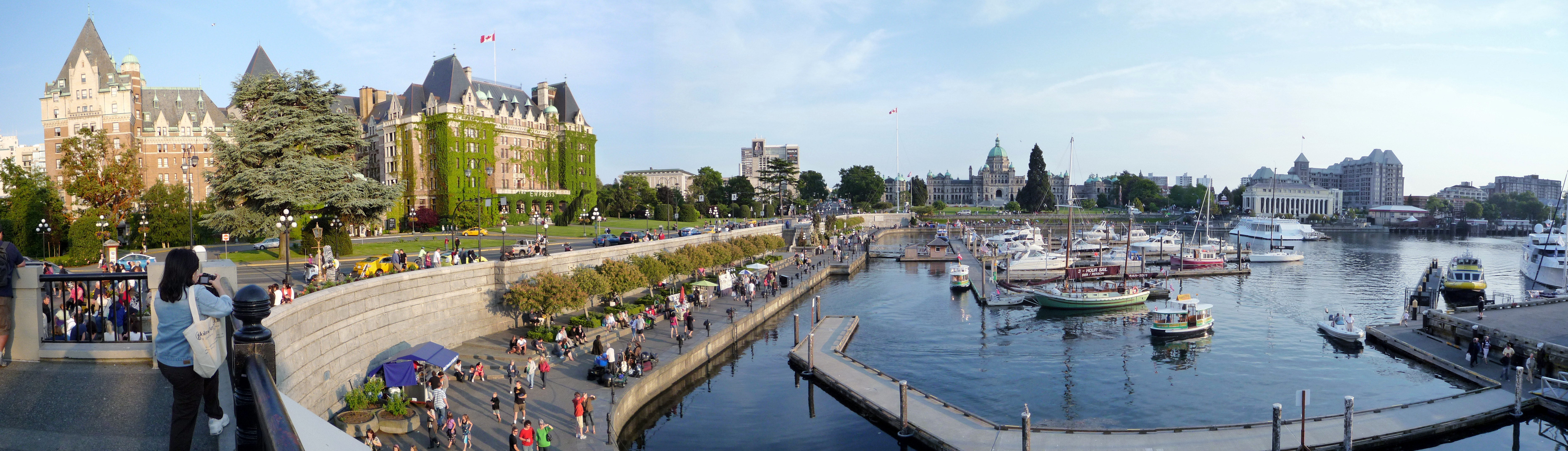
Panoramica del porto di Victoria

Le principali città che si affacciano sull'Inside Passage settentrionale sono:
- Skagway: all'estremo nord del Taiya Inlet, il ramo terminale del canale Lynn.
- Haines: alla fine del canale Lynn,
- Angoon: sull'isola Admiralty, lungo il Chatham Strait.
- Juneau: capitale dell'Alaska, lungo il canale Gastineau, una diramazione nord-ovest dello Stephens Passage.
- Sitka: antica capitale dell'Alaska, sulla costa occidentale dell'isola Baranof.
- Petersburg: sul lato ovest dell'isola Mitkof, dove il Wrangell Narrows incontra il Frederick Sound.
- Wrangell: sulla punta nord dell'isola omonima lungo lo stretto di Zimovia (zona settentrionale dello stretto di Sumner).
- Ketchikan: sull'isola Revillagigedo lungo il Tongass Narrows.
- Hyder: sulla terraferma all'estremità del canale Portland.
- Stewart: all'estremità del canale Portland, nel territorio della Columbia Britannica.

### Inside Passage meridionale

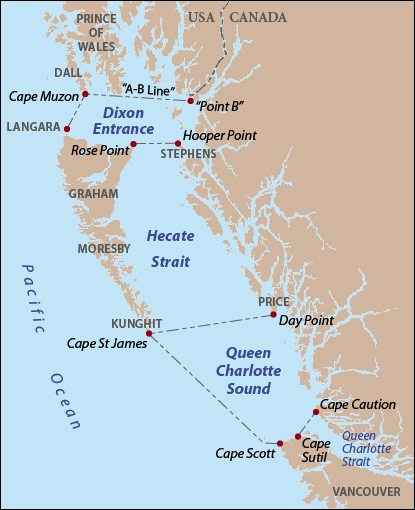
Dixon Entrance e parte dell'Inside Passage meridionale

L'Inside Passage meridionale si sviluppa per circa 800 km a sud dello stretto di Dixon, comprendendo le isole Regina Carlotta, lo stretto di Hecate, il Regina Carlotta Sound, lo stretto della Regina Carlotta, lo stretto di Johnstone, il Discovery Passage, lo stretto di Georgia, l'isola di Vancouver, il Puget Sound e le isole e i canali e fiordi compresi fra questi corsi d'acqua e la terraferma. La gran parte di questo tratto giace nel territorio canadese della Columbia Britannica e solo il tratto più meridionale si trova nel territorio statunitense dello stato di Washington.
L'inside Passage meridionale è composto da tre aree: la Costa nord, la Costa centrale e la Costa sud.

#### Costa nord
Quest'area comprende: le isole Regina Carlotta, la regione del Dixon Entrance e del Portland Inlet, la regione dello stretto di Hecate con le relative isole poste a ridosso della costa nord della Columbia Britannica.
Nella parte iniziale del Portland Inlet si trovano le isole di Pearse, Wales e Somerville, mentre nella zona est del Dixon Entrance si trova il piccolo arcipelago delle isole Douglas separato dalla terraferma dal Chatham Sound. Sempre sul lato ovest del Chatham Sound, ma più a sud, si trova l'isola Stephens, mentre sul lato est, addossate alla penisola di Tsimpsean, si trovano le isole di Digby, Kaien, Smith e De Horsey.
A sud del Dixon Entrance si sviluppa lo stretto di Hecate. Sul lato ovest dello stretto si trovano le isole della Regina Carlotta: dalla più grande e più settentrionale isola di Graham, passando per l'isola di Moresby, fino alla più meridionale isola Kunghit. Sul lato est dello stretto di Hecate si trova un numeroso gruppo di isole, fra lo stretto stesso e la costa continentale della Columbia Britannica. La più settentrionale di tali isole è l'isola Porcher, posta di fronte all'estuario del fiume Skeena. Scendendo verso sud si incontrano molte isole di cui le più grandi sono l'isola Pitt e l'isola Banks, l'isola della Principessa Reale, l'isola Aristazabal, l'isola Sarah, l'isola Swindle e l'isola Price, la più meridionale di questo gruppo. Il punto più meridionale dell'isola Price, chiamato Day Point, segna il confine tra lo stretto di Hecate e il Queen Charlotte Sound.
Il lungo braccio di mare che separa l'isola Pitt dalla terraferma è chiamato Grenville Channel, mentre quello che separa l'isola Pitt all'isola Banks è chiamato Principe Channel. All'estremità meridionale del Grenville Channel si apre il Wright Sound che separa l'isola Gribbell a nord dall'isola Gil a sud. Sul lato nord del Wright Sound si sviluppa il Douglas Channel, uno dei fiordi più lunghi della Columbia Britannica, il cui tratto terminale prende il nome di Kitimat Arm. La prosecuzione in direzione est del Wright Sound è il Princess Royal Channel, un canale che circumnaviga l'isola omonima fino al Meyers Passage che la separa dall'isola Swindle. Sul lato sud-est del Wright Sound si sviluppa il Whale Channel, che separa l'isola Gil dall'isola della Principessa Reale e sfocia a sud nel Campania Sound, fra l'isola Campania e l'isola della Principessa Reale.

#### Costa centrale

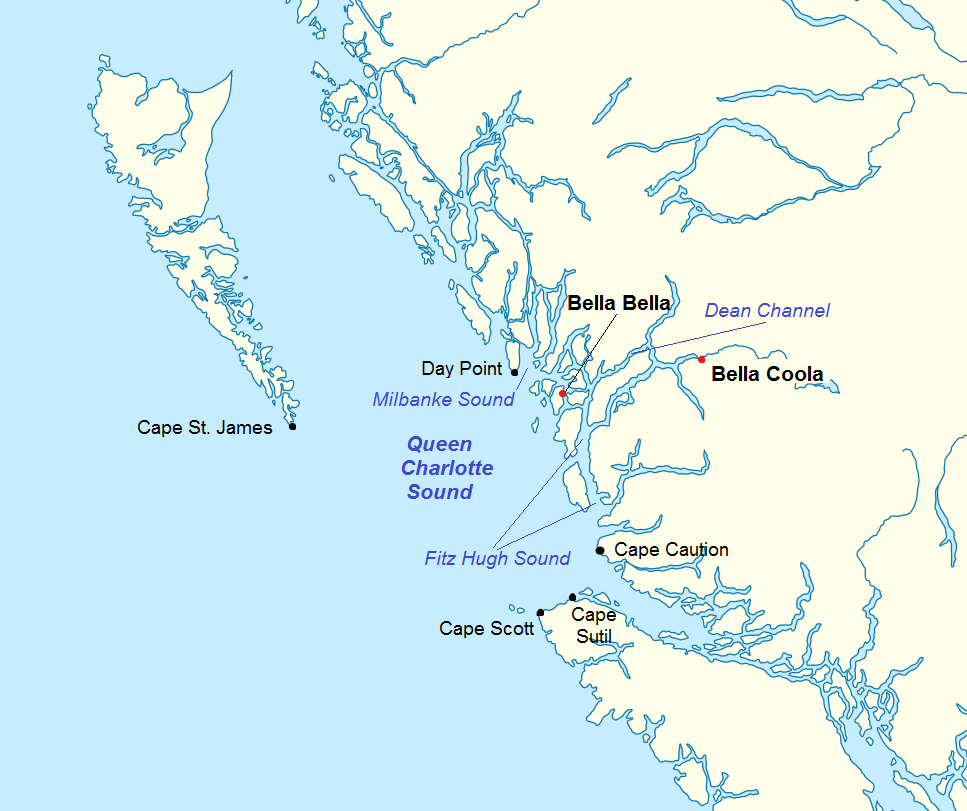
Area della costa centrale dell'Inside Passage meridionale

Quest'area comprende: la regione del Regina Carlotta Sound (Queen Charlotte Sound) e la regione del Fitz Hugh Sound e Dean Channel con relative isole situate lungo la costa centrale della Columbia Britannica.
Il Queen Charlotte Sound è delimitato a nord-ovest da Capo St James sull'isola Kunghit, a nord-est da Day Point sull'isola Price, a sud-est da Capo Caution sulla terraferma, a sud e sud-est da Capo Sutil e Capo Scott sull'isola di Vancouver. Sul lato est di questo tratto di mare si trovano numerose isole, separate dalla terraferma da un gran numero di canali di cui il più importante è il Fitz Hugh Sound e la sua prosecuzione naturale il Dean Channel.
Partendo da Day Point sull'isola Price e seguendo la costa in direzione sud-est, le prime isole che si incontrano sono le isole Dowager, Lady Douglas e l'arcipelago delle isole Bardswell, separate dall'isola Price dal Milbanke Sound, un ampio tratto di mare che a sud sfocia direttamente sul mare aperto del Queen Charlotte Sound. Sul lato nord del Milbanke Sound si sviluppa il Finlayson Channel che separa le isole Swindle e Sarah a ovest, dalle isole Dowager, Susan e Roderick a est; alla fine dell'isola Roderick il canale si biforca, il ramo in direzione nord-ovest prende il nome di Hiekish Narrow e si collega con il Princess Royal Channel, il ramo in direzione est prende il nome di Sheep Passage e separa l'isola Pooley dalla terraferma.
Sul vertice sud-est del Milbanke Sound si apre un importante braccio di mare: il Seaforth Channel che si trova su una delle rotte principali dell'Inside Passage. Questo canale si estende dal Milbanke Sound a est, fino alla intersezione del Gunboat Passage con il Lama Passage a ovest, separando la penisola Don e le isole di Yeo, Chatfield e Cunningham a nord, dalle isole Bardswell e Campbell a sud. Il Lama Passage separa l'isola Denny dall'isola Campbell a ovest e dall'isola Hunter a sud, connettendo il Seaforth Channel con il Canale Dean che in quel tratto viene chiamato anche Fisher Channel.
Il Fitz Hugh Sound è un lungo canale che inizia presso il vertice sud-orientale del Queen Charlotte Sound, circa 25 km a nord di Capo Caution, tra la punta sud dell'isola Calvert (Cape Calvert) e la terraferma della Columbia Britannica. All'ingresso del canale, in direzione nord-est si sviluppa il fiordo di Rivers Inlet che poi si articola nei bracci separati di Hardy Inlet (ovest), Moses Inlet (nord) e Owikeno Lake (est). Il canale si sviluppa in direzione nord lungo la costa centrale della Columbia Britannica separandola, nell'ordine, dalle isole di: Calvert, Hecate, Nalu e Hunter. Presso la punta sud dell'isola King il canale si divide: il ramo che prosegue verso nord prende il nome di Fisher Channel, mentre il ramo che si inoltra verso est si chiama Burke Channel. Il Fisher Channel prosegue in direzione nord fra le isole Hunter e Denny sulla riva ovest e l'isola King sulla riva est. A nord-est dell'isola Denny il canale si biforca ancora con il ramo principale che si indirizza a est e diventa il Canale Dean, mentre il ramo minore che proseggue verso nord prende il nome di Cousins Inlet e finisce nella cittadina di Ocean Falls. Dopo circa 40 km, giunto alla punta nord dell'isola King, il canale si biforca, il ramo principale prosegue verso nord-est fino alla foce del Kimsquit River, presso l'antico villaggio Nuxalk di Kimsquit, mentre l'altro ramo, chiamato Labouchere Channel, si ricongiunge con il Burke Channel. A est dalla intersezione con il Labouchere Channel, il Burke Channel si biforca generando il Nord Bentinck Arm e il South Bentinck Arm.

#### Costa sud

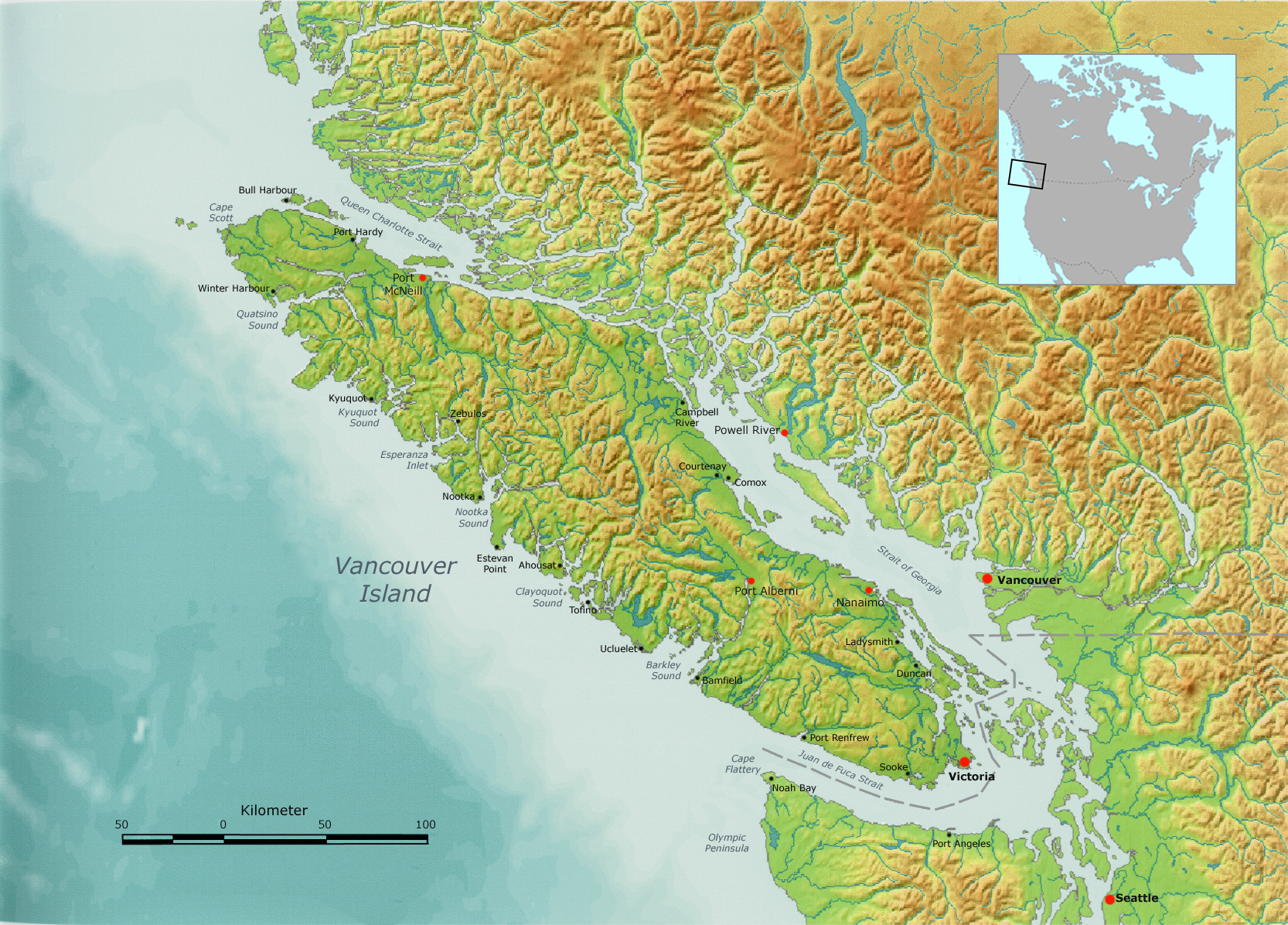
Isola di Vancouver e costa sud della Columbia Britannica

Dettaglio delle isole Discovery e aree limitrofe

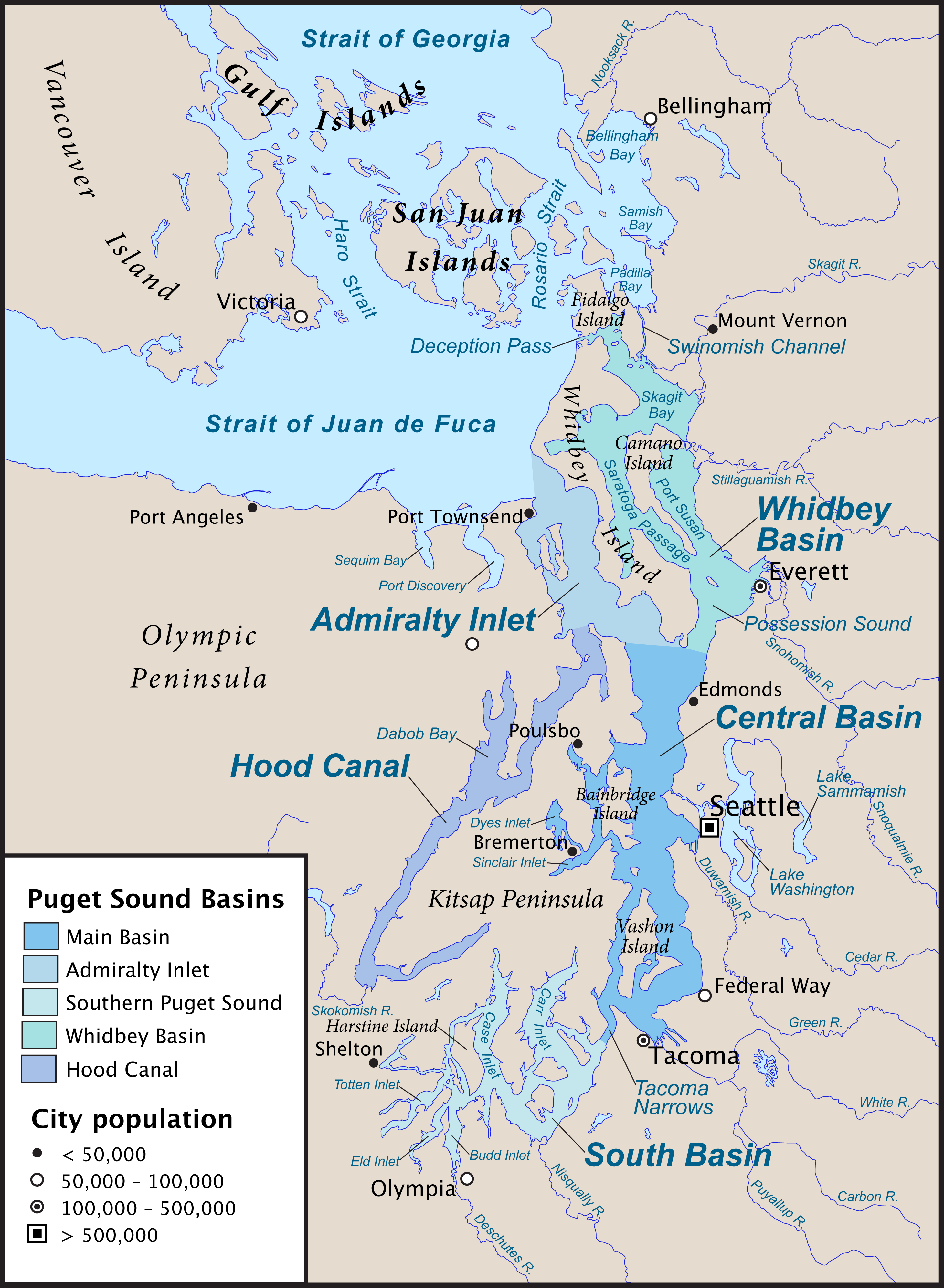
Dettaglio del Puget Sound e bacini associati

Quest'area comprende: l'isola di Vancouver, la regione dello stretto della Regina Carlotta, la regione dello stretto di Johnstone e del Discovery Passage con le isole Discovery, Il golfo di Georgia con le isole Gulf, lo stretto di Juan de Fuca, le San Juan Islands e il Puget Sound.
Lo stretto della Regina Carlotta separa la costa sud della Columbia Britannica, dalla costa nord-occidentale dell'isola di Vancouver, collegando il Regina Carlotta Sound con lo stretto di Johnstone. L'estremo nord-occidentale dello stretto è Cape Caution. Partendo da questo punto e seguendo la costa in direzione est la prima isola che si incontra è l'isola Bramham, posta di fronte all'ingresso del Seymour Inlet, uno dei fiordi più grandi, ma meno frequentati della Columbia Britannica. Proseguendo verso sud-est si incontrano le isole dell'arcipelago Broughton e l'isola Gilford. A ovest dell'isola Gilford si trovano le isole di Baker, Eden, Bonwick e Midsummer, che spesso vengono considerate facenti parte dell'arcipelago Broughton, anche se si trovano a sud del Fife Sound che le separa dall'isola Broughton.
L'arcipelago Broughton e separato dalla terraferma dal Wells Passage a est e il Sutlej Channel a nord, dal quale si sviluppa il Kingcome Inlet. Sulla riva opposta dello stretto della Regina Carlotta, cioè lungo la costa nord-occidentale dell'Isola di Vancouver, si trovano una serie di piccole isole. Partendo da Capo Sutil e procedendo in direzione est si incontrano (citando solo le maggiori): isola Hope, isola Nigei, isola Balaklava, isola Hurst, isole Bell, arcipelago Gordon. Tutte queste isole sono separate dall'isola di Vancouver dal Goleta Channel. Più a sud, presso l'imboccatura dello stretto di Johnstone, si trovano l'isola Malcolm e il Cormorant, separate dall'isola Vancouver dal Broughton Strait.
A est del Broughton Strait inizia lo stretto di Johnstone, che collega lo stretto della Regina Carlotta con il Discovery Passage, separando la costa nord-occidentale dell'isola di Vancouver, dalla parte continentale della Columbia Britannica. Nella parte ovest dello stretto, sul lato nord, si trovano le isole di Hanson, Harbledown e West Cracroft, a nord di queste si trovano le isole di Village, Turnour, Minstrel e East Cracroft. Queste ultime sono separate dall'isola Gilford a nord, dal Knight Inlet, che poi si insinua nella terraferma per circa 100 km fino alla foce del fiume Klinaklini. Nella parte est dello stretto di Johnstone si trovano le isole di Hardwicke, West Thurlow ed East Thurlow. L'isola Hardwicke è separata dall'isola West Thurlow dal Chancellor Channel che a nord di West Thurlow si biforca, il ramo verso nord diventa il Loughborough Inlet, mentre il ramo verso est è il canale di Cordero. Le isole di Hardwicke, West Thurlow e East Thurlow sono talvolta considerate come parte delle Discovery Islands. Lo stretto di Johnstone termina a sud dell'isola di East Thurlow, dove inizia il Discovery Passage.
Il Discovery Passage collega lo stretto di Johnstone con il golfo di Georgia, separando la costa nord-orientale dell'isola di Vancouver dalle isole Discovery, poste appunto fra l'isola Vancouver e la terraferma. La più settentrionale di queste isole è l'isola Sonora che è separata dall'isola East Thurlow a nord dal Nodales Channel. A sud dell'isola Sonora vi sono le isole di Quadra (sud-ovest) e Maurelle (sud-est), mentre a est si trova la piccola isola Stuart. A nord di Stuart si sviluppa il fiordo di Bute Inlet che arriva fino alla foce del fiume Homathko circa 80 km più a nord. A sud di Maurelle si trova l'isola Read. Le isole di Sonora, Maurelle e Read, sono separate dalla terraferma a est dal Calm Channel che collega il canale Cordero e il Bute Inlet a nord, con il Sutil Channel a sud. Nel Sutil Channel si affacciano le isole di Quadra a ovest, Cortes a est e Read a nord, mentre a sud si apre lo stretto di Georgia. A nord dell'isola Cortes si trovano le isole Redonda Ovest ed Est, separate fra loro dal Waddington Channel. A sud delle isole Redonda si trova il Desolation Sound, un ampio tratto di mare che separa Redonda Ovest e Cortes dalla penisola di Malaspina, nella parte nord della Sunshine Coast.
Il golfo di Georgia, detto anche stretto di Georgia, inizia a sud delle isole Discovery e termina a nord delle isole San Juan separando la costa nord-orientale dell'isola Vancouver dalla terraferma. Il golfo di Georgia è collegato a nord con il Discovery Passage (ovest), Sutil Channel (centro) e Desolation Sound (est); a sud è collegato con il Boundary Pass a ovest e lo stretto di Rosario a est. Nel golfo si trovano due principali gruppi di isole, le isole Gulf Settentrionali e le isole Gulf Meridionali. La più grande delle Gulf Settentrionali è l'isola Texada che si sviluppa per circa 50 km davanti alla Sunshine Coast. Il tratto di mare fra l'isola Texada e la Sunshine Coast prende il nome di stretto di Malaspina. Su tale stretto si apre il Jervis Inlet, uno dei principali fiordi della costa meridionale della Columbia Britannica. Uno dei rami del fiordo è il Sechelt Inlet, al cui ingresso si trovano le rapide del Skookumchuck Narrows. Nel Jervis Inlet si trovano alcune isole di cui la maggiore è l'isola Nelson. A sud del Jervis Inlet si trova la baia di Howe Sound, immediatamente a nord-ovest di Vancouver. Nella baia ci sono numerose isole di cui le tre maggiori sono Gambier Island, Bowen Island e Anvil Island. Davanti a Howe Sound, ma sul lato opposto dello stretto di Georgia, si trovano le isole Gulf Meridionali, che si sviluppano per circa 80 km lungo l'estrema parte terminale della costa sud-orientale dell'isola di Vancouver. L'isola più grande è Saltspring posta davanti al Saanich Inlet. Altre isole piuttosto grandi sono Gabriola, Valdes e Galiano, poste una di seguito all'altra lungo la costa a sud di Nanaimo.
A sud-est delle isole Gulf, alla intersezione dello stretto di Georgia con lo stretto di Juan de Fuca, si trova l'arcipelago delle isole San Juan che appartengono allo stato americano di Washington. L'arcipelago è separato dalle isole Gulf a nord-ovest dal Boundary Pass e a sud-ovest dallo stretto di Haro. A est si trova lo stretto di Rosario che separa le isole San Juan da un gruppetto di isole posta di fronte alla baia di Bellingham. L'isola più grande dell'arcipelago è la Orcas nella parte nord, mentre a sud si trovano isola San Juan e Lopez con al centro l'isola Shaw.
Il Puget Sound forma la parte più meridionale dell'Inside Passage. Si tratta di un braccio di mare piuttosto articolato che, a partire dallo stretto di Juan de Fuca, si estende per oltre 100 km all'interno del territorio dello stato di Washington negli Stati Uniti. Puget Sound ha tre punti di ingresso: il principale e più ampio è l'Admiralty Inlet, nella zona sud-est dello stretto di Juan de Fuca, fra la penisola Quimper e l'isola Whidbey, gli altri due, minori, si trovano più a nord e sono il Deception Pass fra l'isola Whidbey e l'isola Fidalgo, e il Canale di Swinomish fra l'isola Fidalgo e la terraferma. Il Puget Sound è costituito da quattro bacini collegati fra loro: il Bacino Principale, composto dall'Admiralty Inlet e dal Bacino Centrale (fra la penisola di Kitsap e la terraferma), il canale di Hood a ovest della penisola di Kitsap, il Bacino Whidbey, a est dell'isola Whidbey e il Bacino Meridionale, o South Sound, a sud di Tacoma Narrows.
Nel Puget Sound si trovano numerose isole, fra le maggiori, oltre alle già citate Whidbey e Fidalgo, abbiamo: le isole Marrowstone e Indian nell'Admiralty Inlet, l'isola Camano nel Bacino Whidbey, fra l'isola omonima e la terraferma, l'isola di Bainbridge, nel Bacino Centrale di fronte a Seattle, l'isola Vashon, nel Bacino Centrale fra Seattle e Tacoma e le isole Harstine, McNail, Anderson e Fox, nel Bacino Meridionale.

#### Città
Le principali città che si affacciano sull'Inside Passage meridionale sono (da nord a sud):
- Prince Rupert: sull'isola Kaien, punto centrale non solo geografico dell'Inside Passage e snodo delle principali rotte che lo attraversano.
- Daajing Giids: principale centro dell'arcipelago Haida Gwaii.
- Kitimat: al termine del Kitimat Arm, nel Douglas Channel.
- Bella Bella: sulla costa est dell'isola Campbell, antico villaggio dei nativi del Canada di etnia Heiltsuk, è sulla rotta principale che attraversa l'Inside Passage.
- Bella Coola: alla foce del fiume omonimo nella biforcazione nord del Burke Channel chiamata Nord Bentinck Arm. Antico villaggio Nuxalk.
- Port Hardy: porto turistico e commerciale sulla costa nord-occidentale dell'isola Vancouver, lungo una delle rotte principali dell'Inside Passage.
- Port McNeill: sulla costa nord-occidentale dell'isola Vancouver, lungo il Broughton Strait.
- Campbell River: sulla costa nord-orientale dell'isola Vancouver, lungo il tratto finale del Discovery Passage.
- Courtenay: sulla costa nord-orientale dell'isola Vancouver, lungo il tratto centrale del Golfo di Georgia.
- Powell River: lungo la costa sud della Columbia Britannica, nella Sunshine Coast settentrionale.
- Gibson: lungo la costa sud della Columbia Britannica, nella Sunshine Coast meridionale, all'ingresso ovest dell'Howe Sound.
- Nanaimo: è una delle città più grandi dell'isola Vancouver, posta lungo il tratto centrale del golfo di Georgia. Importante centro portuale, industriale e turistico.
- Vancouver: sulla penisola di Burrard lungo la costa della Columbia Britannica di cui è il maggiore centro e porto.
- Victoria: sull'estremo sud dell'isola di Vancounver, affacciata sullo stretto di Juan de Fuca. È la capitale della Columbia Britannica.
- Bellingham: sulla costa nord dello stato di Washington, affacciata sulla baia omonima.
- Seattle: lungo il tratto centrale del Puget Sound, è la città più grande dello stato di Washington.
- Tacoma: lungo il tratto meridionale del Puget Sound, è la terza città più grande dello stato di Washington.
- Olympia: all'estremo meridionale del Puget Sound, è la capitale dello stato di Washington e la città più a sud dell'Inside Passage.